# Lacrosse na Letnich Igrzyskach Olimpijskich 1904

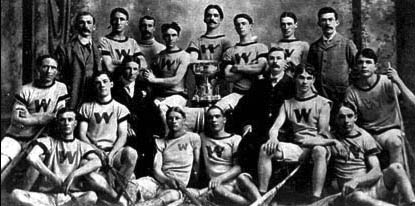
Zawodnicy drużyny Shamrock Lacrosse Team

Zawody w lacrosse po raz pierwszy (zarazem przedostatni) podczas igrzysk olimpijskich rozegrane zostały w dniach 2–7 lipca 1904 r. W zawodach wystartowały tylko 3 drużyny, w tym jedna ze Stanów Zjednoczonych i dwie z Kanady. Na igrzyskach mieli także wystąpić zawodnicy klubu Brooklyn Crescents, jednak ostatecznie nie wystartowali w zawodach. Prawdziwe imiona i nazwiska zawodników zespołu Mohawk Indians są nieznane; oprócz tego wiadomo, że byli to Mohawkowie.
W meczu finałowym, zespół Shamrock Lacrosse Team pokonał ekipę z Saint Louis 8–2.

## Rezultaty
|  |                                                            |                                                            |          |                                 |                                 |                                                            |                                                            |       |
|  | Półfinał                                                   | Półfinał                                                   | Półfinał |                                 |                                 | Finał                                                      | Finał                                                      | Finał |
|  | Półfinał                                                   | Półfinał                                                   | Półfinał |                                 |                                 | Finał                                                      | Finał                                                      | Finał |
|  |                                                            |                                                            |          |                                 |                                 |                                                            |                                                            |       |
|  |                                                            |                                                            |          |                                 |                                 |                                                            |                                                            |       |
|  |                                                            |                                                            |          | Kanada · Shamrock Lacrosse Team | Kanada · Shamrock Lacrosse Team | 8                                                          |                                                            |       |
|  |                                                            |                                                            |          | Kanada · Shamrock Lacrosse Team | Kanada · Shamrock Lacrosse Team | 8                                                          |                                                            |       |
|  | Stany Zjednoczone · St. Louis Amateur Athletic Association | Stany Zjednoczone · St. Louis Amateur Athletic Association | 2        |                                 |                                 | Stany Zjednoczone · St. Louis Amateur Athletic Association | Stany Zjednoczone · St. Louis Amateur Athletic Association | 2     |
|  | Stany Zjednoczone · St. Louis Amateur Athletic Association | Stany Zjednoczone · St. Louis Amateur Athletic Association | 2        |                                 |                                 | Stany Zjednoczone · St. Louis Amateur Athletic Association | Stany Zjednoczone · St. Louis Amateur Athletic Association | 2     |
|  | Kanada · Mohawk Indians                                    | Kanada · Mohawk Indians                                    | 0        |                                 |                                 |                                                            |                                                            |       |
|  | Kanada · Mohawk Indians                                    | Kanada · Mohawk Indians                                    | 0        |                                 |                                 |                                                            |                                                            |       |

## Klasyfikacja końcowa
| Konkurencja | Złoto | Srebro | Brąz |
| lacrosse    | Kanada · Shamrock Lacrosse Team · Élie Blanchard · William Brennagh · George Bretz · William Burns · George Cattanach · George Cloutier · Sandy Cowan · Jack Flett · Benjamin Jamieson · Stuart Laidlaw · Hilliard Lyle · Lawrence Pentland | Stany Zjednoczone · St. Louis Amateur Athletic Association · Hugh Grogan · J.W. Dowling · W.R. Gibson · Tom Hunter · William Murphy · William Partridge · George Passmore · William Passmore · W.J. Ross · Jack Sullivan · A.H. Venn · A.M. Woods | Kanada · Mohawk Indians · Black Hawk · Black Eagle · Almighty Voice · Flat Iron · Spotted Tail · Half Moon · Lightfoot · Snake Eater · Red Jacket · Night Hawk · Man Afraid Soap · Rain in Face |